# Isle-sous-Ramerupt
 (janvier 2017).
Si vous disposez d'ouvrages ou d'articles de référence ou si vous connaissez des sites web de qualité traitant du thème abordé ici, merci de compléter l'article en donnant les références utiles à sa vérifiabilité et en les liant à la section « Notes et références ».
Isle-sous-Ramerupt est une ancienne commune de l'Aube.
Elle avait au territoire : Chitry, les Effeuillées, la Folie-Godot, Meudon, pour sa maison seigneuriale, les champs de Romaines, sur un cadastre de 1837. Chitry était une seigneurie sans justice qui relevait de Ramerupt, le bois de Chitry est au territoire de Ramerupt. Meudon était un fief sans justice relevant de Dampierre et dont les seigneurs ont presque toujours été les mêmes que ceux d'Ortillon.
La seigneurie dépendait de Brienne. En 1789, le village dépendait de l'intendance et de la généralité de Châlons, de l'élection de Troyes et du bailliage de Chaumont. Elle fusionne en 1965 avec Aubigny pour former Isle-Aubigny. 